# Gullbranna
Gullbranna är en tätort i Halmstads kommun i Hallands län.

## Befolkningsutveckling
| Befolkningsutvecklingen i Gullbranna 1975–2020 | Befolkningsutvecklingen i Gullbranna 1975–2020 | Befolkningsutvecklingen i Gullbranna 1975–2020 | Befolkningsutvecklingen i Gullbranna 1975–2020 | Befolkningsutvecklingen i Gullbranna 1975–2020 |
| ---------------------------------------------- | ---------------------------------------------- | ---------------------------------------------- | ---------------------------------------------- | ---------------------------------------------- |
|                                                |                                                |                                                |                                                |                                                |
| År                                             |                                                |                                                | Folkmängd                                      | Areal (ha)                                     |
| 1975                                           | 1975                                           |                                                | 326                                            |                                                |
| 1980                                           | 1980                                           |                                                | 623                                            |                                                |
| 1990                                           | 1990                                           |                                                | 840                                            | 42                                             |
| 1995                                           | 1995                                           |                                                | 790                                            | 51                                             |
| 2000                                           | 2000                                           |                                                | 766                                            | 51                                             |
| 2005                                           | 2005                                           |                                                | 727                                            | 51                                             |
| 2010                                           | 2010                                           |                                                | 704                                            | 51                                             |
| 2015                                           | 2015                                           |                                                | 667                                            | 61                                             |
| 2020                                           | 2020                                           |                                                | 667                                            | 62                                             |
| Anm.: Ny tätort 1975                           |                                                |                                                |                                                |                                                |

## Samhället
Gullbranna är ett villasamhälle utan något större antal arbetstillfällen. I det närbelägna Eldsberga finns förskola och grundskola 1-6. Gullbranna ligger bredvid motorvägen E6/E20, dock utan någon närbelägen avfart.
I Gullbranna finns Gullbrannagården , en camping , kurs- och Lägergård. I nära anslutning Gullbrannakyrkan.  Årligen arrangeras här Gullbrannafestivalen.